# Tf-idf
tf-idf（英語：term frequency–inverse document frequency）是一種用於資訊檢索與文本挖掘的常用加權技術。tf-idf是一種統計方法，用以評估一字詞對於一個文件集或一個語料庫中的其中一份文件的重要程度。字詞的重要性隨著它在文件中出現的次數成正比增加，但同時會隨著它在語料庫中出現的頻率成反比下降。tf-idf加權的各種形式常被搜索引擎應用，作為文件與用戶查詢之間相關程度的度量或評級。除了tf-idf以外，互聯網上的搜尋引擎還會使用基於連結分析的評級方法，以確定文件在搜尋結果中出現的順序。

## 原理
在一份給定的文件裡，詞頻（term frequency，tf）指的是某一個給定的詞語在該文件中出現的频率。這個數字是对词数（term count）的標準化，以防止它偏向長的文件。（同一個詞語在長文件裡可能會比短文件有更高的詞数，而不管該詞語重要與否。）對於在某一特定文件裡的詞語{\displaystyle t_{i}}來說，它的重要性可表示為：
{\displaystyle \mathrm {tf_{i,j}} ={\frac {n_{i,j}}{\sum _{k}n_{k,j}}}}
以上式子中假設文件{\displaystyle d_{j}}中共有k個詞語，{\displaystyle n_{k,j}} 是{\displaystyle t_{k}}在文件{\displaystyle d_{j}}中出現的次數。因此，分子{\displaystyle n_{i,j}}就是該詞在文件{\displaystyle d_{j}}中的出現次數，而分母則是在文件{\displaystyle d_{j}}中所有字詞的出現次數之和。
逆向文件頻率（inverse document frequency，idf）是一個詞語普遍重要性的度量。某一特定詞語的idf，可以由總文件數目除以包含該詞語之文件的數目，再將得到的商取對數得到。通常，這個對數取以10為底（記為lg），如下所示：
{\displaystyle \mathrm {idf_{i}} =\lg {\frac {|D|}{|\{j:t_{i}\in d_{j}\}|}}}
然而，根據不同的應用場景和領域，也有使用其他類型的對數，例如以2為底的對數（提供信息量的度量，以比特為單位）或自然對數（常用於自然語言處理和其他計算應用中）。選擇哪種對數底數取決於特定情境的需求：
其中
- |D|：語料庫中的文件總數
- {\displaystyle |\{j:t_{i}\in d_{j}\}|}：包含詞語{\displaystyle t_{i}}的文件數目（即{\displaystyle n_{i,j}\neq 0}的文件數目）如果詞語不在資料中，就導致分母為零，因此一般情况下使用{\displaystyle 1+|\{j:t_{i}\in d_{j}\}|}

然後
{\displaystyle \mathrm {tf{}idf_{i,j}} =\mathrm {tf_{i,j}} \times \mathrm {idf_{i}} }
某一特定文件內的高詞語頻率，以及該詞語在整個文件集合中的低文件頻率，可以產生出高權重的tf-idf。因此，tf-idf傾向於過濾掉常見的詞語，保留重要的詞語。

## 例子
有很多不同的數學公式可以用來計算tf-idf。這邊的例子以上述的數學公式來計算。詞頻（tf）是一詞語出現的次數除以該文件的總詞語數。假如一篇文件的總詞語數是100個，而詞語「母牛」出現了3次，那麼「母牛」一詞在該文件中的詞頻就是3/100=0.03。而計算文件頻率（IDF）的方法是以文件集的檔案總數，除以出現「母牛」一詞的檔案數。所以，如果「母牛」一詞在1,000份文件出現過，而文件總數是10,000,000份的話，其逆向文件頻率就是lg（10,000,000 / 1,000）=4。最後的tf-idf的分數為0.03 * 4=0.12。

## 在向量空間模型裡的應用
tf-idf權重計算方法經常會和餘弦相似性（cosine similarity）一同使用於向量空間模型中，用以判斷兩份文件之間的相似性。

## tf-idf的理论依据及不足
tf-idf算法是建立在这样一个假设之上的：对区别文档最有意义的词语应该是那些在文档中出现频率高，而在整个文档集合的其他文档中出现频率少的词语，所以如果特征空间坐标系取tf词频作为测度，就可以体现同类文本的特点。另外考虑到单词区别不同类别的能力，tf-idf法认为一个单词出现的文本频数越小，它区别不同类别文本的能力就越大。因此引入了逆文本频度idf的概念，以tf和idf的乘积作为特征空间坐标系的取值测度，并用它完成对权值tf的调整，调整权值的目的在于突出重要单词，抑制次要单词。但是在本质上idf是一种试图抑制雜訊的加权，并且单纯地认为文本頻率小的单词就越重要，文本頻率大的单词就越无用，显然这并不是完全正确的。idf的简单结构并不能有效地反映单词的重要程度和特征词的分布情况，使其无法很好地完成对权值调整的功能，所以tf-idf法的精度并不是很高。
此外，在tf-idf算法中并没有体现出单词的位置信息，对于Web文档而言，权重的计算方法应该体现出HTML的结构特征。特征词在不同的标记符中对文章内容的反映程度不同，其权重的计算方法也应不同。因此应该对于处于网页不同位置的特征词分别赋予不同的系数，然后乘以特征词的词频，以提高文本表示的效果。

## 外部連結
- Term Weighting Approaches in Automatic Text Retrieval（页面存档备份，存于）